# Fedeland

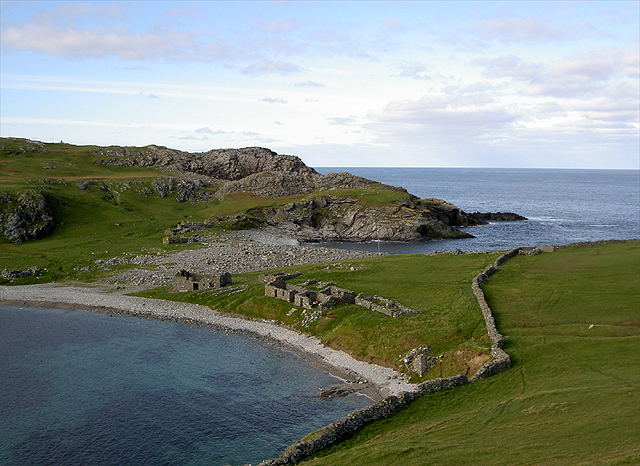
Blick von Nordost

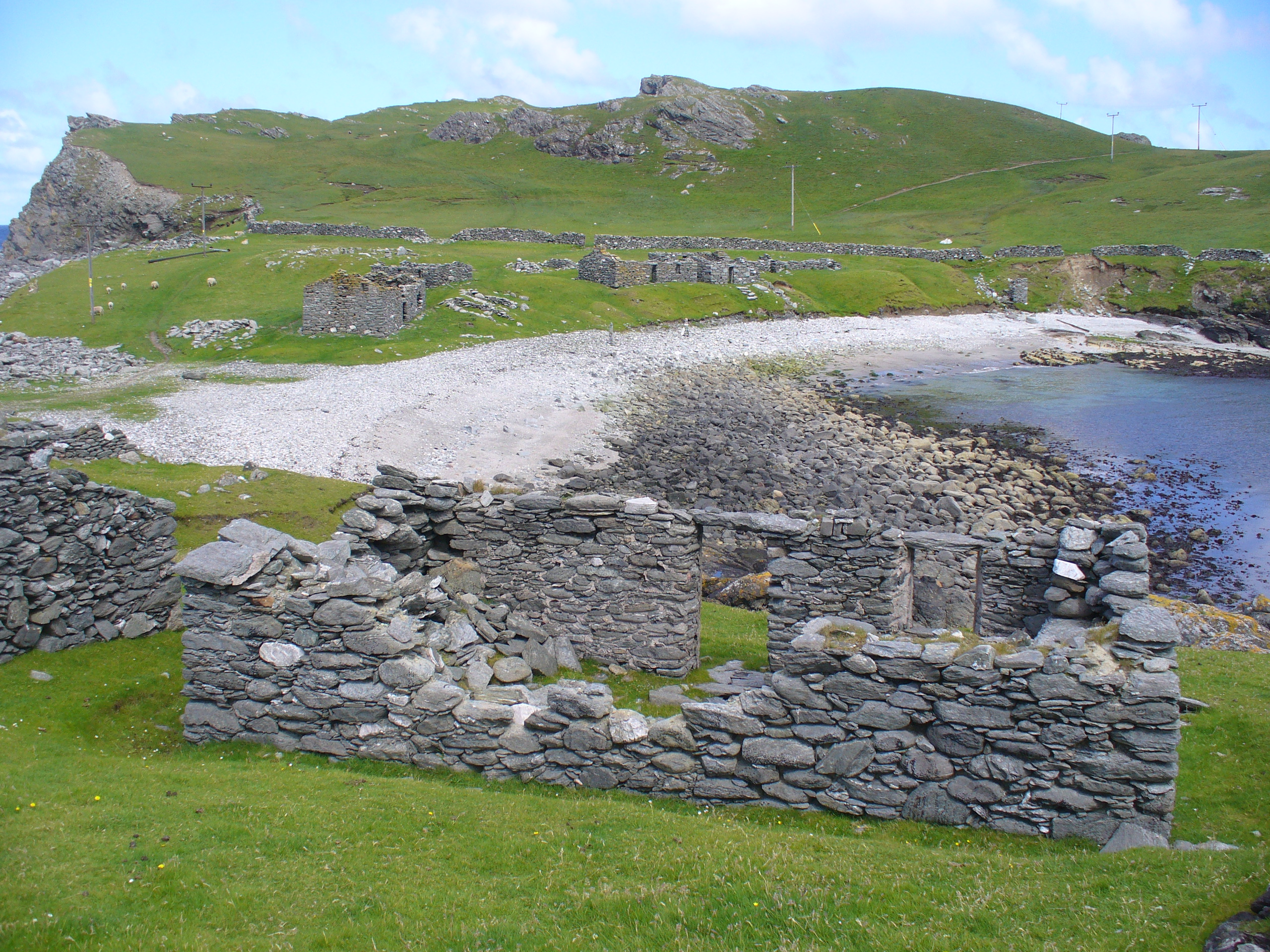
Blick von Süden

Fedeland ist eine ehemalige, im 18. und 19. Jahrhundert von Fischern in der Sommerzeit bewohnte Ortschaft im Norden von Mainland, der Hauptinsel der zu Schottland zählenden Shetlands.

## Geographie
Fedeland liegt an einer niedrigen, rund 100 Meter breiten Landenge, die Fethaland im Süden von der Halbinsel Isle of Fethaland im Norden trennt. Da deren Nordspitze, Point of Fethaland, nach Maßgabe der Internationalen Hydrographischen Organisation zugleich die Grenze zweier Meere markiert, öffnet sich die östlich der Landenge gelegene Bucht zur Nordsee, die westliche zum Nordatlantik. Fedeland liegt abseits der übrigen Siedlungen: zum nächsten Weiler, Isbister sind es vier, zur nächstgrößeren Ortschaft North Roe fünf Kilometer. Fedeland liegt im Gebiet der Gemeinde (Community Council Area) Northmaven.

## Geschichte
Als Standort für die Fischerei zurückgehend auf das 15. und 16. Jahrhundert entwickelte sich Fedeland im Laufe des 18. Jahrhunderts zu einer von rund einem halben Dutzend größeren, jeweils von Ende Mai/Anfang Juni bis in den August genutzten Siedlungen, in denen bis zum Ende des 19. Jahrhunderts Haaf Fishing betrieben wurde. Bei dieser für die Shetlands spezifischen Art der Hochseefischerei wurden Mitglieder von Crofterfamilien verpflichtet, für ihre Grundherren (Lairds) mit Sixareens, kombinierten Ruder- und Segelbooten, bis zu 60 Kilometer auf See zu fahren, um dort mit Langleinen hauptsächlich Leng, aber auch Kabeljau und Lumb zu fangen. Die angelandeten Fische wurden ausgenommen, gesalzen und auf den Kiesstränden getrocknet. Bis zum Bau einer eigenen Anlage durch den Grundeigentümer an der Bucht Roer Mill wurden in Fedeland auch die Fische der westlich bei Uyea gelegenen Fangstation behandelt, da dort kein geeigneter Strand vorhanden war. Zum Ende der Saison wurden die Fische durch ebenfalls von den Lairds betriebene Schiffe abgeholt und anderenorts verkauft; die in der Hochphase rund 600 Fischer kehrten bis zum nächsten Frühjahr in ihre Heimatorte zurück. Mit dem Niedergang des Haaf Fishing zum Ende des 19. Jahrhunderts, ausgelöst unter anderem durch Unwetterkatastrophen mit zahlreichen Verlusten wie dem Gloup Disaster 1881, die Stärkung der Rechte der Crofter durch den Crofters’ Holdings Act 1886 sowie den zunehmenden Einsatz dampfbetriebener Trawler verloren diese Fischersiedlungen ihren Zweck. Der Archäologe John Abercromby, der 1904 im Bereich der zu diesem Zeitpunkt bereits aufgegebenen Siedlung eine Ausgrabung vornahm, berichtete, dass Mitte der 1850er-Jahre noch mehrere hundert Menschen sowie 60 Boote im Einsatz waren, dreißig Jahre später seien es nur noch 40 Boote gewesen.

## Heutige Situation

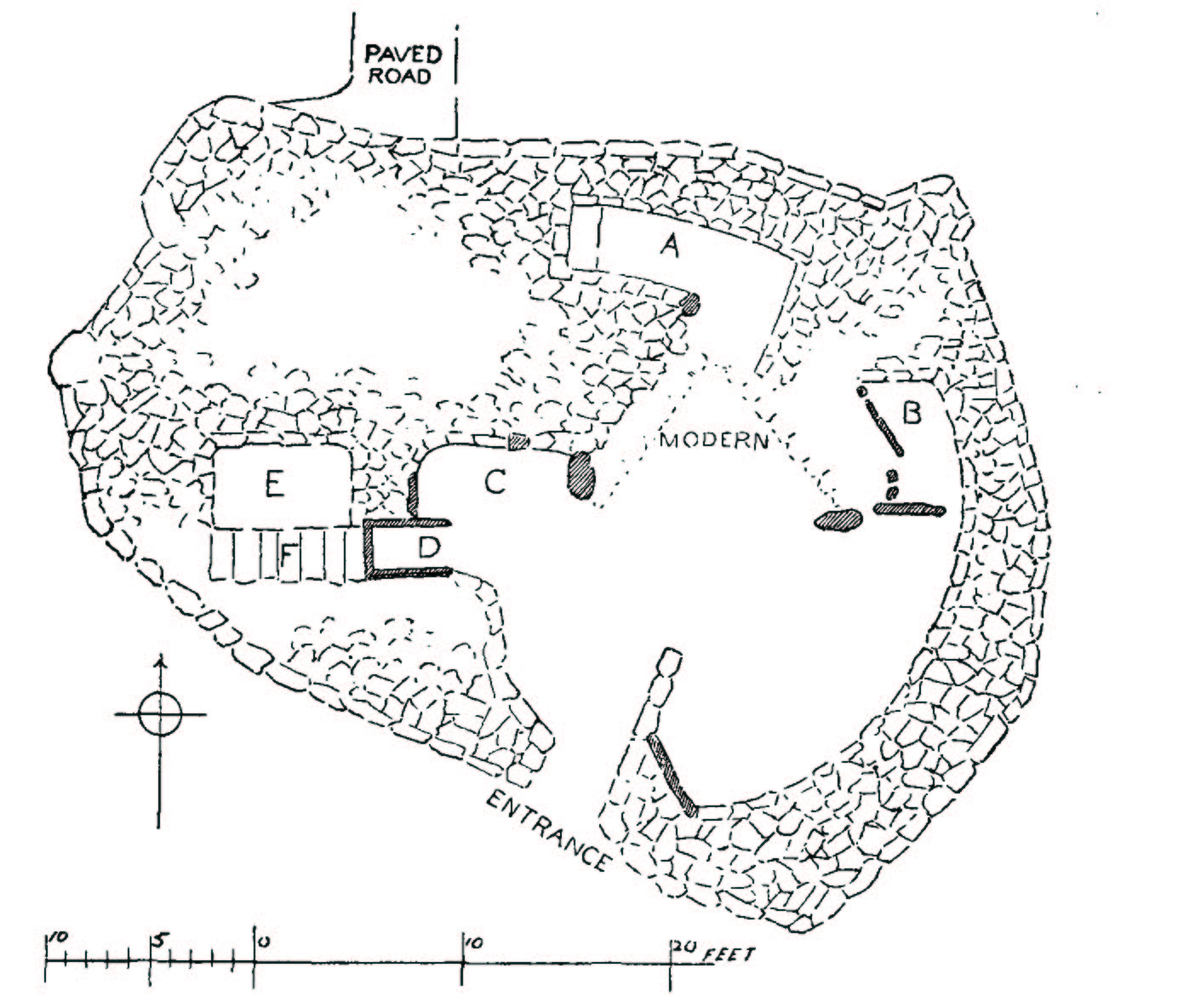
Grundriss des prähistorischen Gebäudes, 1904 erstellt von John Abercrombie

Von Fedeland sind noch die Außenmauern von knapp 20 Gebäuden sowie die Überreste von einem Dutzend weiterer Bauwerke vorhanden. Die meisten hiervon umfassen nur einen einzigen Raum und sind, mit Ausnahme desjenigen, in dem der vor Ort ansässige Vertreter des Lairds lebte, einstöckig. Die Wände sind aus Trockenmauerwerk errichtet, vereinzelt ist Mörtel verwendet worden. Die Dächer wurden jeweils zum Ende der Saison entfernt und sind von daher nicht mehr vorhanden. Das Gebiet der Siedlung ist seit 1994 mit einer Ausdehnung von etwa 300 auf 250 Meter als Scheduled Monument ausgewiesen. Es reicht auf beiden Seiten bis an die Hochwassermarken beider Buchten sowie im Nordwesten an die Überreste einer ebenfalls in Trockenbauweise errichteten Mauer.
Innerhalb des Schutzgebietes befinden sich auch die Überreste eines ovalen prähistorischen Gebäudes mit einem Außendurchmesser von 12 Metern. Ein 7,50 Meter langer, von bis zu einer Höhe von zwei Metern aus dem Boden ragenden Orthostaten flankierter Eingang führt zu einem Innenbereich, der einen Durchmesser von 5,50 Metern aufweist. Steinsetzungen lassen hier eine Abtrennung einzelner Kammern vermuten. Anfänglich als Broch eingestuft, ergaben Untersuchungen, dass es sich nicht um einen derartigen Turm handelt, sondern eher um ein Wohnhaus. Eine Aussage zur Entstehungszeit konnte aufgrund der schlechten Fundsituation bisher nicht getroffen werden, Ähnlichkeiten zum eisenzeitlichen Rundhaus auf dem Calf of Eday sind vorhanden.